# Villa de Leyva
Villa de Leyva ist eine Gemeinde (municipio) im Departamento Boyacá in Kolumbien.
Die Entstehung Villa de Leyvas reicht in die erste Zeit der spanischen Eroberung zurück. Es wurde schon früh zum nationalen Denkmal ernannt und so von modernen Bauten wie Büro- und Wohnhochhäusern verschont. Deshalb gibt heute Villa de Leyva einen Eindruck von Architektur und Ambiente der kolonialen Zeit. Die nur einstöckigen Häuser mit ihren Ziegeldächern, die Kirche mit ihren massigen und niederen Türmen und das jahrhundertealte Kopfsteinpflaster der riesigen Plaza waren deshalb immer wieder Kulisse für historische Filme. Werner Herzog drehte hier 1987 Teile des Films Cobra Verde mit Klaus Kinski.
Zu Kolonialzeiten diente es vor allem den spanischen Vizekönigen und Kolonialherren als Erholungsort. Auch heute gilt es sowohl unter den Einheimischen als auch den ausländischen Touristen als beliebtes Reiseziel.

## Geographie
Villa de Leyva liegt in der Provinz Ricaurte im Departamento de Boyacá 37 km von Tunja entfernt auf einer Höhe von 2149 m in Ostkordillere der kolumbianischen Anden. Die Gemeinde grenzt im Norden an Arcabuco und Gachantivá, im Süden an Sáchica, im Osten an Chíquiza und im Westen an Santa Sofía und Sutamarchán.

## Bevölkerung
Die Gemeinde Villa de Leyva hat 18.606 Einwohner, von denen 11.319 im städtischen Teil (cabecera municipal) der Gemeinde leben (Stand 2019).

## Geschichte
Villa de Leyva wurde am 12. Juni 1572 von Hernán Suárez de Villalobos im Auftrag von Andrés Díaz Venero de Leyva gegründet, dem ersten Präsidenten der Real Audiencia von Santa Fé de Bogotá, nach dem der Ort benannt wurde. Der erste Kongress der Vereinigten Provinzen von Neugranada nach der Unabhängigkeitserklärung, bei dem Camilo Torres Tenorio zum ersten Präsidenten gewählt wurde, fand 1812 in Villa de Leyva statt. 1954 wurde Villa de Leyva unter der Regierung von Gustavo Rojas Pinilla zum nationalen Denkmal erklärt.

## Wirtschaft
Die wichtigste Einnahmequelle von Villa de Leyva ist der Tourismus. Außerdem sind Landwirtschaft und Rinderproduktion wichtige Wirtschaftszweige. Es werden Oliven, Weizen, Kartoffeln, Mais und Gemüse angebaut. Zudem gibt es Bergbau.

## Museen
Einige der Häuser sind als Museen eingerichtet, wie das Haus, in dem Antonio Nariño lebte, der die Déclaration des Droits de l’Homme et du Citoyen ins Spanische übersetzt hatte und das Haus, in dem die Versammlung der vereinigten Provinzen von Neu Granada stattgefunden hatte. Ebenso ist das Geburtshaus des Helden der Unabhängigkeitskämpfe Antonio Ricaurte einen Besuch wert. Das Kloster der Karmelitinnen hat eines der besten Museen religiöser Volkskunst von Kolumbien. Da die Umgebung von Villa de Leyva reich an Fossilien ist, hat man ein Museum dafür eingerichtet. Viele Einwohner leben zudem vom Verkauf von Ammoniten und anderen Fossilien.

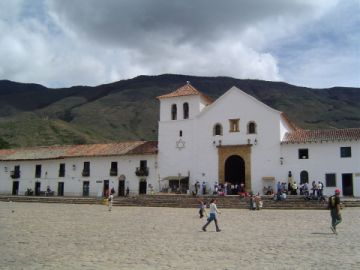
Dorfplatz und Kirche
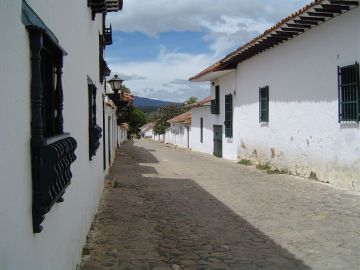
Straßen mit kolonialem Charme
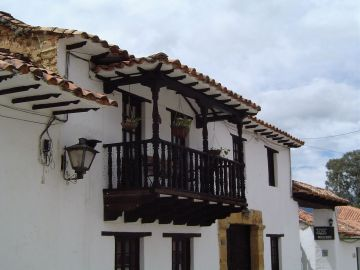
Typische Balkone